# Крёстный тесть
Крёстный тесть: Документальная повесть (нем. The Godfather-in-law: Eine Dokumentation) — книга известного казахстанского политика, бывшего зятя Нурсултана Назарбаева Рахата Мухтаровича Алиева. Книга, состоящая из наблюдений Алиева за жизнью президента Казахстана, рекламировалась как «книга про человека, который обворовал народ на миллиарды долларов и превратил его в раба».

## История публикаций
О планах по публикации книги под названием «Крёстный тесть» стало известно в 2008 году. Тогда Рахат Алиев заявил, что это произойдёт в первом квартале того же года.
Первый отрывок под названием «Как мы дошли до Астаны» был опубликован накануне 10-летия Астаны 27 июня 2008 года на сайте Kaztoday.ru, подконтрольном Рахату Алиеву. Однако пользователи из Казахстана не смогли ознакомиться с оригинальной записью — сайт был заблокирован на территории страны. В опубликованном отрывке Алиев утверждал, что истинной причиной переноса столицы стала боязнь народных демонстраций в «либеральной и свободолюбивой» Алма-Ате. После публикации отрывка журналист Сергей Дуванов предположил, что Рахат Алиев этим поступком хочет напомнить о себе своим оппонентам, а увидит ли эта книга свет зависит от хода предполагаемых переговоров между ним и казахстанской властью.
10 мая 2009 года Рахат Алиев на собственном сайте сообщил, что первые экземпляры 532-страничной книги «Крёстный тесть» на русском и немецком языках (нем. The Godfather-in-law: Eine Dokumentation) поступили в продажу в книжных магазинах Германии, Швейцарии и Австрии. Официальная цена за один экземпляр составила 29 евро, однако в некоторых интернет-магазинах книга продавалась по существенно большей цене. Издателем книги стало берлинское издательство Trafo Verlagsgruppe.

## Структура
Практически вся книга состоит из личных наблюдений Рахата Алиева за личной, закулисной жизнью президента Казахстана Нурсултана Назарбаева. Содержание книги резко противоречит официальным трудам казахстанских руководителей, которые пропагандируются на государственном уровне. В книге Рахат Алиев выражает решимость судиться со всем «режимом», а сам труд называет документом для судебного разбирательства. В одном из интервью автор признался, что начал собирать важные документы и свидетельства ещё в начале 2000-х годов в ожидании разрыва с могущественным родственником.

## Запрет в Казахстане
15 мая 2009 года Генеральная прокуратура Республики Казахстан возбудила два уголовных дела в отношении Рахата Алиева по части 2-й статьи 143 (незаконное нарушение тайны переписки и телефонных переговоров) и части 2-й статьи 172 (незаконное получение и разглашение государственных секретов) Уголовного кодекса Казахстана. 16 мая Комитет национальной безопасности Казахстана постановил признать весь тираж книги предметом преступления и вещественным доказательством. Согласно статье 121 Уголовно-процессуального кодекса РК, предмет преступления должен быть изъят и приобщён к материалам уголовного дела, а его использование, получение и распространение, и даже приведение какого-либа фрагмента влечёт уголовную и гражданско-правовую ответственность.
Данные о первых конфискованных экземплярах в количестве 5 штук поступили в июле того же года.

## Отзывы и критика
По словам официального представителя Генеральной прокуратуры Казахстана Сапарбека Нурпеисова, «в книге допущены фальсификация фактов и неверная информация, которая ущемляет, во-первых, права граждан, это неприкосновенность тайны личной жизни. И ещё допущено разглашение сведений, составляющих государственную тайну, то есть, госсекреты. Также там имеется нарушение статьи 18 Конституции РК „неприкосновенность личной жизни“. Кроме того, нарушаются личные неимущественные права граждан, это — также запрещается нашим законодательством».
После публикации книги депутаты Парламента Казахстана выступили с резкой критикой Рахата Алиева за то, что он «в последние месяцы организовал в средствах массовой информации и глобальной сети интернет информационную кампанию, направленную на очернение демократических достижений Казахстана». Название табуированной книги «Крёстный тесть» не было упомянуто ни разу.

## Крёстный тесть-2
В 2013 году вышла вторая часть книги под названием «Крёстный тесть-2. Место преступления — Австрия» (нем. The Godfather-in-law II: Tatort Österreich). В отличие от первой части книга изначально была издана на немецком языке и в первую очередь была ориентирована на местную, австрийскую аудиторию. В одной из своих последних записей в социальной сети Facebook Рахат Алиев объявил о намерении опубликовать версию книги на русском языке.